# ナウ (ピーター・フランプトンのアルバム)
『ナウ』（Now）は、イングランドのロック・ミュージシャン、ピーター・フランプトンが2003年に発表した、ソロ名義では12作目のスタジオ・アルバム。純粋な新作としては『ピーター・フランプトン』（1994年）以来9年ぶりの作品に当たる。

## 背景
「アワー・オブ・ニード」は、本作に先行して『あの頃ペニー・レインと』や『バンガー・シスターズ』といった映画のサウンドトラックに提供された曲である。「アイム・バック」の歌詞には、ターミネーターシリーズの主演俳優アーノルド・シュワルツェネッガーを引き合いに出したフレーズがある。ビートルズのカヴァー「ホワイル・マイ・ギター・ジェントリー・ウィープス」は、元々はデルタ航空の機内ラジオ用に録音された。

## 反響・評価
アメリカでは、総合アルバム・チャートのBillboard 200入りは果たせなかったが、『ビルボード』のインディペンデント・アルバム・チャートでは27位に達した。
Hal Horowitzはオールミュージックにおいて5点満点中2.5点を付け「ギターを爪弾くバラード、幾つかのハード・エッジな曲、それに多数の光輝くようなギター・ソロから成る、疑いなくフランプトンらしい1枚だが、"I'm Back"のようなリフ主体のロックに関しては、もう少し練り上げるべきだったのではないか」と評している。また、『CDジャーナル』のミニ・レビューでは「シンプルで親しみやすい楽曲が並ぶ」「演奏も派手さはなく抑制されたうまさが光っている」と評されている。

## 収録曲
特記なき楽曲はピーター・フランプトンとゴードン・ケネディの共作。10.はインストゥルメンタル。
1. ヴァージ・オブ・ア・シング - "Verge of a Thing" - 2:52
2. フライング・ウィズアウト・ウィングス - "Flying Without Wings" - 4:08
3. ラヴ・スタンズ・アローン - "Love Stands Alone" (Peter Frampton, Gordon Kennedy, Bob Mayo) - 4:12
4. ノット・フォガトゥン - "Not Forgotten" - 2:50
5. アワー・オブ・ニード - "Hour of Need" (P. Frampton, G. Kennedy, Wayne Kirkpatrick) - 5:20
6. ミア・ローズ - "Mia Rose" (P. Frampton, Kimmie Rhodes) - 4:46
7. アイム・バック - "I'm Back" - 3:31
8. アイ・ニード・グラウンド - "I Need Ground" - 3:44
9. ホワイル・マイ・ギター・ジェントリー・ウィープス - "While My Guitar Gently Weeps" (George Harrison) - 6:54
10. グリーンズ - "Greens" (P. Frampton, B. Mayo) - 5:59
11. アバヴ・イット・オール - "Above It All" (P. Frampton, G. Kennedy, W. Kirkpatrick) - 3:37

### 日本盤ボーナス・トラック
1. ノー・ゴーイング・バック - "No Going Back" (P. Frampton, B. Mayo) - 3:13
2. クリーヴランド - "Cleveland" (P. Frampton, B. Mayo, John Regan, Chad Cromwell) - 4:06
3. ハウ・ロング・イズ・フォーエヴァー - "How Long Is Forever" (P. Frampton, K. Rhodes) - 4:53

## 参加ミュージシャン
- ピーター・フランプトン - ボーカル、ギター
- ボブ・メイヨー - キーボード、ギター、バッキング・ボーカル
- ジョン・リーガン - ベース
- チャド・クロムウェル（英語版） - ドラムス、パーカッション

アディショナル・ミュージシャン
- ゴードン・ケネディ - ギター(on #1, #7, #8)、バッキング・ボーカル(on #3, #5, #7, #8, #11)
- レジー・キャロウェイ、ラナ・ダラス、アイリーン・レヴェルス - バッキング・ボーカル(on #2, #12)
- キミー・ローズ（英語版） - バッキング・ボーカル(on #6)
- ブレア・マスターズ - パーカッション(on #8)
- ドン・フィールズ - アコースティック・ギター(on #9)
- ジェド・リーバー - キーボード(on #10)
- ウェイン・カークパトリック（英語版） - バッキング・ボーカル(on #11)
- クリス・マクヒュー - タンブリン(on #11)